# Équipe cycliste Bolton Equities Black Spoke
L'équipe cycliste Bolton Equities Black Spoke (officiellement Bolton Equities Black Spoke Pro Cycling) est une équipe cycliste néo-zélandaise active entre 2020 et 2023. Durant son existence, elle participe aux circuits continentaux de cyclisme et en particulier l'UCI Oceania Tour. 

## Histoire de l'équipe
La formation est créée en 2020 sous le nom de Black Spoke Pro Cycling Academy, avec la participation du commentateur et ancien cycliste australien David McKenzie et de l'entraîneur de haut niveau Marc Prutton. L'équipe est dirigée par l'ex-professionnel Scott Guyton. En 2021, elle est renommée Black Spoke Pro Cycling. Elle devient une UCI ProTeam en 2023, mais sans sponsor, elle disparait à l'issue de la saison, malgré de nombreux succès.

## Principales victoires

### Courses par étapes
- New Zealand Cycle Classic : 2022 (Mark Stewart) et 2023 (James Oram)
- Ronde de l'Oise : 2022 (James Fouché)
- Tour de Grèce : 2022 (Aaron Gate)
- Grand Prix cycliste de Gemenc : 2022 (Luke Mudgway)
- Tour de Roumanie : 2022 (Mark Stewart)
- Tour du lac Taihu : 2023 (George Jackson)

### Courses en lignes
- Gravel and Tar Classic : 2020 (Hayden McCormick) et 2021 (Aaron Gate)
- Roue Tourangelle : 2023 (Rory Townsend)
- Grand Prix Pino Cerami : 2023 (James Fouché)

### Championnats nationaux
- Championnats de Nouvelle-Zélande : 8
  - Course en ligne : 2022 (James Fouché) et 2023 (James Oram)
  - Contre-la-montre : 2021 et 2023 (Aaron Gate) et 2022 (Regan Gough)
  - Critérium : 2023 (Luke Mudgway)
  - Contre-la-montre espoirs : 2022 et 2023 (Logan Currie)

## Classements UCI
Depuis sa création, l'équipe participe aux épreuves des circuits continentaux et principalement les courses du calendrier de l'UCI Oceania Tour. Le tableau ci-dessous présente les classements de l'équipe sur les circuits, ainsi que son meilleur coureur au classement individuel. 
UCI Europe Tour
| UCI Europe Tour | UCI Europe Tour        | UCI Europe Tour                           | UCI Europe Tour |
| Année           | Classement par équipes | Meilleur coureur au classement individuel |                 |
| --------------- | ---------------------- | ----------------------------------------- | --------------- |
| 2022            | -                      | Mark Stewart (230e)                       |                 |
|                 |                        |                                           |                 |
| Source : UCI    |                        |                                           |                 |

UCI Oceania Tour
| UCI Oceania Tour | UCI Oceania Tour       | UCI Oceania Tour                          | UCI Oceania Tour |
| Année            | Classement par équipes | Meilleur coureur au classement individuel |                  |
| ---------------- | ---------------------- | ----------------------------------------- | ---------------- |
| 2020             | 3e                     | Aaron Gate (28e)                          |                  |
| 2021             | 1er                    | Aaron Gate (16e)                          |                  |
| 2022             | 1er                    | James Fouché (10e)                        |                  |
| 2023             | 1er                    | George Jackson (15e)                      |                  |
|                  |                        |                                           |                  |
| Source : UCI     |                        |                                           |                  |

L'équipe est également classée au Classement mondial UCI qui prend en compte toutes les épreuves UCI et concerne toutes les équipes UCI.
| Classement mondial | Classement mondial     | Classement mondial                        | Classement mondial |
| Année              | Classement par équipes | Meilleur coureur au classement individuel |                    |
| ------------------ | ---------------------- | ----------------------------------------- | ------------------ |
| 2020               | 64e                    | Aaron Gate (430e)                         |                    |
| 2021               | 62e                    | Aaron Gate (342e)                         |                    |
| 2022               | 24e                    | James Fouché (175e)                       |                    |
| 2023               | 26e                    | George Jackson (215e)                     |                    |
|                    |                        |                                           |                    |
| Source : UCI       |                        |                                           |                    |

## Bolton Equities Black Spoke Pro Cycling en 2023
| Effectif 2023                                  | Effectif 2023     | Effectif 2023    | Effectif 2023                             |
| Cycliste                                       | Date de naissance | Pays             | Équipe précédente                         |
| ---------------------------------------------- | ----------------- | ---------------- | ----------------------------------------- |
| Ethan Batt                                     | 20 août 1998      | Nouvelle-Zélande |                                           |
| Matthew Bostock                                | 16 juillet 1997   | Royaume-Uni      | WiV SunGod (2022)                         |
| Josh Burnett                                   | 26 octobre 2000   | Nouvelle-Zélande | MitoQ-NZ Cycling Project (2022)           |
| Ryan Christensen                               | 12 septembre 1996 | Nouvelle-Zélande | Canyon dhb SunGod (2021)                  |
| Logan Currie                                   | 24 juin 2001      | Nouvelle-Zélande | Mysenlan-Baboco-Douterloige (2020)        |
| Mitchel Fitzsimons                             | 9 janvier 2003    | Nouvelle-Zélande | Gaverzicht-Be Okay (2021)                 |
| James Fouché                                   | 28 mars 1998      | Nouvelle-Zélande | Hagens Berman Axeon (2020)                |
| Aaron Gate                                     | 26 novembre 1990  | Nouvelle-Zélande | EvoPro Racing (2019)                      |
| Regan Gough                                    | 6 octobre 1996    | Nouvelle-Zélande | An Post-ChainReaction (2017)              |
| George Jackson                                 | 20 février 2000   | Nouvelle-Zélande | MitoQ-NZ Cycling Project (2022)           |
| Ollie Jones                                    | 23 avril 1996     | Nouvelle-Zélande | St George Continental Cycling Team (2022) |
| Josh Kench                                     | 6 mai 2001        | Nouvelle-Zélande |                                           |
| Luke Mudgway                                   | 12 juin 1996      | Nouvelle-Zélande | EvoPro Racing (2019)                      |
| Bailey O'Donnell                               | 25 septembre 2000 | Nouvelle-Zélande | Global 6 Cycling (2021)                   |
| James Oram                                     | 7 juin 1993       | Nouvelle-Zélande | Mitchelton-BikeExchange (2019)            |
| Jacob Scott                                    | 14 juin 1995      | Royaume-Uni      | WiV SunGod (2022)                         |
| Tom Sexton                                     | 19 novembre 1998  | Nouvelle-Zélande |                                           |
| Mark Stewart                                   | 25 août 1995      | Royaume-Uni      | Ribble Weldtite Pro Cycling (2021)        |
| Rory Townsend                                  | 30 juin 1995      | Irlande          | WiV SunGod (2022)                         |
| Paul Wright                                    | 3 février 1998    | Nouvelle-Zélande | MG.K Vis Colors For Peace VPM (2022)      |
| Victor Vercouillie (1 août–31 déc., stagiaire) | 3 novembre 2002   | Belgique         |                                           |
| Keegan Hornblow (1 août–31 déc., stagiaire)    | 25 octobre 2001   | Nouvelle-Zélande | Team SmartDry (2022)                      |
| Daniel Gardner (1 août–31 déc., stagiaire)     | 6 mars 1996       | Royaume-Uni      | Tarteletto-Isorex (2020)                  |
|                                                |                   |                  |                                           |
| Source : ProCyclingStats                       |                   |                  |                                           |

### Victoires
| Victoires | Victoires                                                                                    | Victoires        | Victoires | Victoires      | Victoires |
| Date      | Course                                                                                       | Pays             | Classe    | Vainqueur      |           |
| --------- | -------------------------------------------------------------------------------------------- | ---------------- | --------- | -------------- | --------- |
| 1 janv.   | Championnat de Nouvelle-Zélande du contre-la-montre                                          | Nouvelle-Zélande | CN        | Aaron Gate     |           |
| 11 janv.  | 1re étape, New Zealand Cycle Classic                                                         | Nouvelle-Zélande | 2.2       | James Oram     |           |
| 13 janv.  | 3e étape, New Zealand Cycle Classic                                                          | Nouvelle-Zélande | 2.2       | Josh Burnett   |           |
| 14 janv.  | 4e étape, New Zealand Cycle Classic                                                          | Nouvelle-Zélande | 2.2       | Luke Mudgway   |           |
| 15 janv.  | Classement général, New Zealand Cycle Classic                                                | Nouvelle-Zélande | 2.2       | James Oram     |           |
| 10 fév.   | Contre-la-montre masculin espoirs aux championnats de Nouvelle-Zélande de cyclisme sur route | Nouvelle-Zélande | CN        | Logan Currie   |           |
| 26 mars   | Roue tourangelle                                                                             | France           | 1.1       | Rory Townsend  |           |
| 30 mars   | Championnat d'Océanie du contre-la-montre                                                    | Australie        | CC        | Tom Sexton     |           |
| 2 mai     | Prologue du Tour de Grèce                                                                    | Grèce            | 2.1       | Aaron Gate     |           |
| 16 sept.  | 3e étape du Tour du lac Taihu                                                                | Chine            | 2.Pro     | George Jackson |           |
| 17 sept.  | 4e étape du Tour du lac Taihu                                                                | Chine            | 2.Pro     | George Jackson |           |
| 17 sept.  | Classement général, Tour du lac Taihu                                                        | Chine            | 2.Pro     | George Jackson |           |
| 25 sept.  | 3e étape du Tour de Langkawi                                                                 | Malaisie         | 2.Pro     | George Jackson |           |
| 5 oct.    | 1re étape du Tour de Hainan                                                                  | Chine            | 2.Pro     | George Jackson |           |